# Барышникова, Екатерина Григорьевна
Екатери́на Григо́рьевна Ба́рышникова (род.12 ноября 1921, село Озерки, Елецкий уезд, Орловская губерния, РСФСР — 14 июня 1993) — станочница 1-го Государственного подшипникового завода (ГПЗ) в Москве, передовик производства, лауреат Сталинской премии II-й степени.

## Биография
Родилась 12 ноября 1921 года в селе Озерки (ныне — в Становлянском районе Липецкой области). С 1932 года жила с родителями в Москве.
После окончания ФЗУ (1937) работала станочницей 1-го Государственного подшипникового завода.
В июне 1943 года возглавила комсомольско-молодёжную бригаду строгальщиц (6 человек). В ноябре 1943 года её бригада стала зачинателем движения за выполнение производственных заданий меньшим числом рабочих: в составе 3 человек выполняла весь объём работы прежнего состава, обслуживала большее количество станков и постепенно увеличивала выпуск продукции, доведя выполнение плана в декабре 1943 года до 423 %. Сама Барышникова ежедневно выполняла более 5 сменных норм.
К декабрю 1943 в Москве и Московской области насчитывалось 1777 комсомольско-молодёжных бригад, которые по почину Барышниковой высвободили для нужд народного хозяйства более 4 тысяч человек.
С 1968 контролёр ОТК.
Похоронена в Подмосковье, на Домодедовском кладбище. участок 92а

## Награды
- Сталинская премия 1946 года (за 1943—1944 годы)
- Орден Ленина
- медали.